# Interkantonale Hochschule für Heilpädagogik
Die Interkantonale Hochschule für Heilpädagogik (HfH) ist eine Spezifische Pädagogische Hochschule in Zürich mit Studiengängen, Weiterbildungsangeboten, Dienstleistungen und Forschungsaktivitäten auf dem Gebiet der Heilpädagogik in der Schweiz. Sie ist Nachfolgerin des Heilpädagogischen Seminars (HPS) und hat etwa 1.200 Studierende. 2024 feierte sie mit ihrer Vorgängerinstitution dem HPS ein einhundertjähriges Jubiläum inter dem Motto "Bildung für alle" fünfzehnjähriges Bestehen. 2025 ist die HfH als Hochschule fünfundzwanzig Jahre alt.

## Trägerschaft
Die HfH wird von den Kantonen Aargau, Appenzell Ausserrhoden, Appenzell Innerrhoden, Glarus, Graubünden, Obwalden, St. Gallen, Schaffhausen, Schwyz, Solothurn, Thurgau, Zürich und Zug sowie vom Fürstentum Liechtenstein getragen.

## Studiengänge
Studierende können an der HfH eine Ausbildung in den Masterstudiengängen Schulische Heilpädagogik und Heilpädagogische Früherziehung sowie in den Bachelorstudiengängen Logopädie, Psychomotoriktherapie und Gebärdensprachdolmetschen absolvieren. Die wissenschaftlichen und praxisorientierten Studiengänge bilden die Studierenden zu qualifizierten Berufsleuten für Unterricht und Therapie aus. Des Weiteren werden Weiterbildungen, Kurse und Tagungen veranstaltet sowie unterstützende Dienstleistungen und Forschungs- und Entwicklungsarbeiten im sonderpädagogischen Praxisfeld angeboten.